# فرانسوا کامانو
فرانسوا کامانو (فرانسوی: François Kamano‎؛ زادهٔ ۱ مهٔ ۱۹۹۶) بازیکن فوتبال اهل گینه است.
از باشگاه‌هایی که در آن بازی کرده‌است می‌توان به باستیا، بوردو و لوکوموتیو مسکو اشاره کرد.
وی همچنین در تیم ملی فوتبال گینه بازی کرده‌است.